# Geranomyia suensoniana
Geranomyia suensoniana är en tvåvingeart som först beskrevs av Alexander 1929.  Geranomyia suensoniana ingår i släktet Geranomyia och familjen småharkrankar. Inga underarter finns listade i Catalogue of Life.